# Fachinal (Misiones)

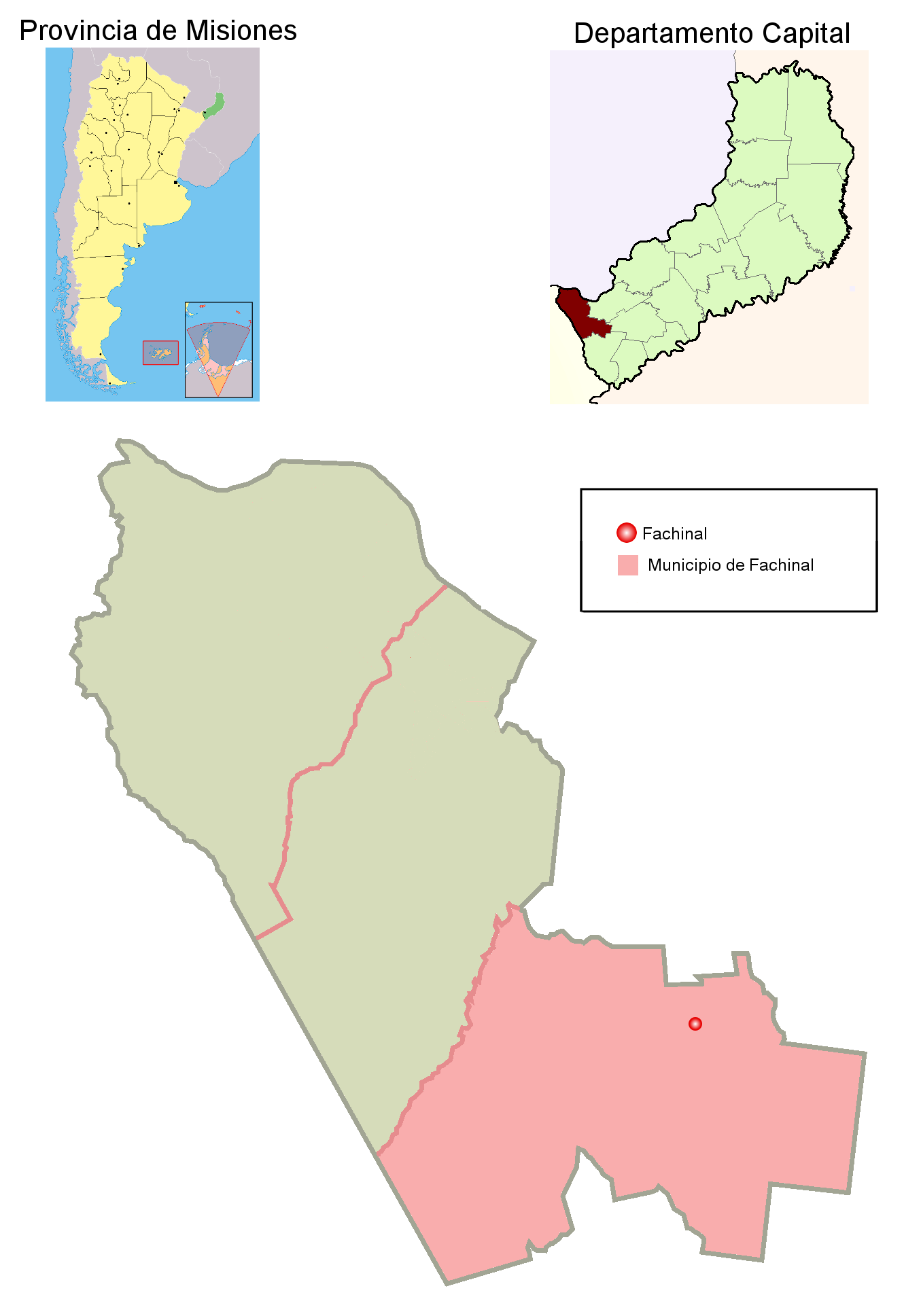
Municipio de Fachinal en el departamento Capital y su cabecera municipal.

Fachinal es una ciudad Argentina de la provincia de Misiones, ubicado dentro del departamento Capital.
Se halla a una latitud de 27° 38' Sur y a una longitud de 55° 42' Oeste. 
Fachinal es una zona de tierras pobres, es decir: un fachinal, zona con pastos altos y duros e imbricación arbustiva. Por ello, su principal actividad económica es la ganadería, a diferencia del resto de la provincia donde la yerba mate cobra mucha más relevancia. Se encuentra en la intersección de las rutas 201 y 205, ambas de tierra.
Los primeros pobladores llegaron a comienzos del siglo XX, y en 1942 fue formada la primera comisión de fomento, precursora del municipio. Debido a su escaso peso poblacional, la zona perdió el rango de municipio durante la última dictadura militar, aunque lo recobró con la democracia. A comienzos del siglo XXI la llegada de algunos servicios y el crecimiento de la horticultura destinada al consumo de la ciudad de Posadas están conformando un pequeño núcleo urbano.
Cuenta con un parque provincial homónimo que protege el fachinal (y que da nombre al pueblo) del lugar, rareza en la geografía de la provincia.

## Población
Hasta 2001 el paraje no era considerado como un núcleo urbano por la ausencia de viviendas continuas.
El municipio poseía una población de 413 habitantes (Indec, 2001), lo que representa un incremento del 7,8 % frente a los 383 habitantes (Indec, 1991) del censo anterior.

## Vías de comunicación
Se encuentra en el cruce de las rutas provinciales 204 y 205. La primera la comunica al norte con Profundidad y al sur con la Ruta Nacional 14; la segunda la vincula al oeste con la Ruta Nacional 105.